# كريس جنسن
كريس جنسن هو لاعب هوكي الجليد كندي، ولد في 28 أكتوبر 1963 في فورت سانت جون في كندا.

## وصلات خارجية
- كريس جنسن على موقع دوري الهوكي الوطني (الإنجليزية)
- كريس جنسن على موقع قاعة مشاهير الهوكي (لاعب أن.إتش.أل) (الإنجليزية)
- كريس جنسن على موقع EliteProspects.com (الإنجليزية)
- كريس جنسن على موقع HockeyDB.com (الإنجليزية)
- كريس جنسن على موقع Hockey-Reference.com (الإنجليزية)